# Lordops
Lordops är ett släkte av skalbaggar. Lordops ingår i familjen vivlar.

## Dottertaxa tillLordops, i alfabetisk ordning[1]
- Lordops adspersus
- Lordops affinis
- Lordops albofasciatus
- Lordops alboguttatus
- Lordops amoenus
- Lordops arcuatus
- Lordops argentosus
- Lordops aurosus
- Lordops biacutus
- Lordops buqueti
- Lordops catharinensis
- Lordops cinctus
- Lordops circumdatus
- Lordops conjugatus
- Lordops costifer
- Lordops deyrollei
- Lordops dives
- Lordops divinus
- Lordops fasciatus
- Lordops festivus
- Lordops funerarius
- Lordops guttatus
- Lordops gyllenhali
- Lordops gyllenhalii
- Lordops infacetus
- Lordops insignis
- Lordops jekeli
- Lordops jucundus
- Lordops lacrimosus
- Lordops lateralis
- Lordops marginatus
- Lordops mexicanus
- Lordops modestus
- Lordops navicularis
- Lordops obliquemarginatus
- Lordops obscurus
- Lordops ostentatus
- Lordops parcus
- Lordops pertyi
- Lordops posticus
- Lordops principalis
- Lordops prodigus
- Lordops schoenherri
- Lordops semicinctus
- Lordops sommeri
- Lordops spinolae
- Lordops transversepunctatus
- Lordops tricinctus
- Lordops troberti
- Lordops variabilis
- Lordops waterhousei
- Lordops viridulus